# مهرداد یکم آتورپاتکان
مهرداد یکم آتورپاتکان  که گاهی به نام مهرداد یکم و مهرداد ماد شناخته می‌شود (۱۰۰ پیش از میلاد تا ۶۶ پیش از میلاد) شاه آتورپاتکان بود. 
اگرچه مهرداد یکم یک شاهزاده ماد بود، اطلاعات کمی در مورد نسب و زندگی او وجود دارد. در سال ۶۷ پیش از میلاد یا حتی پیشتر از آن، مهرداد یکم با یک شاهزاده ارمنی ناشناس از دودمان آرتاشسی ازدواج کرد که دختر تیگران دوم پادشاه ارمنی و همسرش کلئوپاترا پونتوس بود.